# Badia di Badia a Pacciana
La Badia di Santa Maria Assunta in Badia a Pacciana è una complesso monastico pistoiese risalente all'XI secolo, dedicato a Santa Maria Assunta.

## Storia

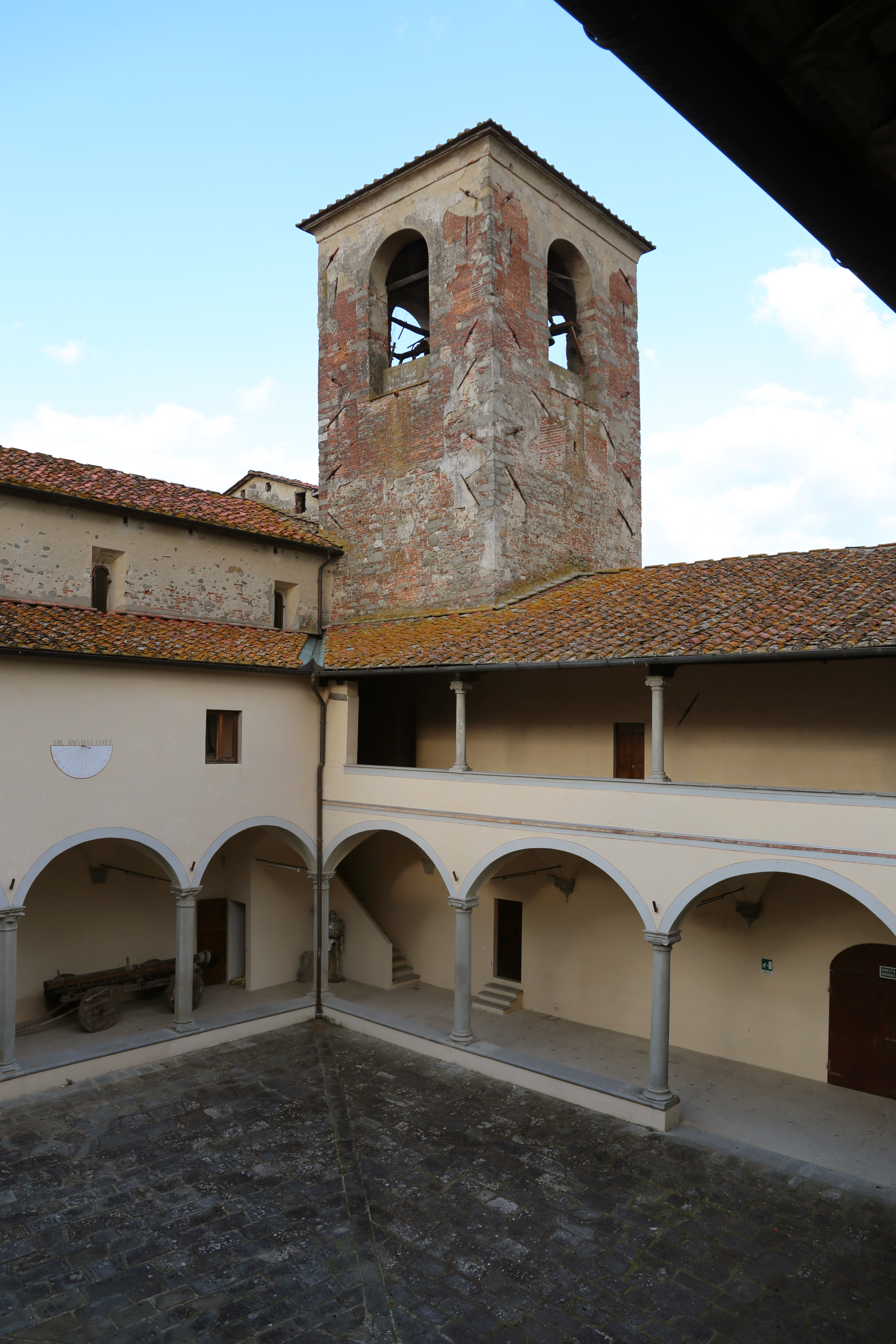
Il chiostro

Non si conosce l'anno di fondazione della badia, ma una notizia è certa: i monaci vallombrosani vi si insediarono tra la fine dell'XI secolo e l'inizio del XII, dandole l'aspetto attuale e bonificando l'area circostante, resa acquitrinosa dai fiumi Brana e Ombrone. Secondo lo storico Beani sarebbe stata costruita nell'VIII secolo, periodo a cui risalgono i documenti che menzionano il territorio di Pacciana. Grazie alle donazioni da parte dei fedeli e agli acquisti di terreni da parte dei monaci, la badia divenne molto ricca e potente, e si configurò come uno dei centri religiosi e culturali più prestigiosi della diocesi pistoiese fino agli inizi del XIV secolo.
Le sue vicende si intrecciano con quelle della vicina città di Pistoia: l'abate Ormanno Tedici ne divenne persino capitano del popolo nel 1322 e poi signore. Il suo sviluppo subì una battuta d'arresto agli inizi del XIV secolo, periodo in cui iniziò la sua decadenza, anche se mantenne intatto il suo ruolo di centro spirituale e di aggregazione sociale. Nel 1433 l’abbazia risulta essere sempre guidata dall’ordine vallombrosano, ne abbiamo notizia perché in questo anno Cosimo il Vecchio de’ Medici viene esiliato da Firenze, e i monaci li troviamo schierati con la famiglia Medici. Questo evento genera anche una spaccatura nella famiglia vallombrosana, infatti l’abate generale si schiererà invece con la fazione di Rinaldo degli Albizi.Nel 1515, per volere di papa Leone X, entrò a far parte dei beni del Capitolo della cattedrale di Firenze, vi si stabilì un rettore e fu in parte adibita a fattoria. Non sappiamo se i monaci lasciarono l'abbazia in quell'occasione o prima, ma è certo che nel 1445 erano ancora là. 
Nel 1537, durante gli scontri seguiti all'omicidio del duca Alessandro de' Medici, fu data alle fiamme. Gravemente danneggiata, fu ristrutturata poco dopo nel rispetto dell'antico impianto romanico. Intorno al 1615, sul fianco sinistro della chiesa, fu costruito l'Oratorio della Compagnia di San Sebastiano. Nel XVII secolo furono eseguiti alcuni lavori nella chiesa; nel XVIII, furono costruiti nuovi locali ad uso della Compagnia di San Sebastiano, furono ristrutturati il campanile e alcune parti del monastero; nel XIX, la chiesa fu pesantemente modificata acquisendo le attuali fattezze neoclassiche. In tempi recenti si sono susseguite diverse campagne di restauro, l'ultima delle quali risale al 2012. 
La badia di Santa Maria Assunta è sede dell'omonima parrocchia e ogni anno ospita una rievocazione storica e un concerto lirico regionale.

## Descrizione

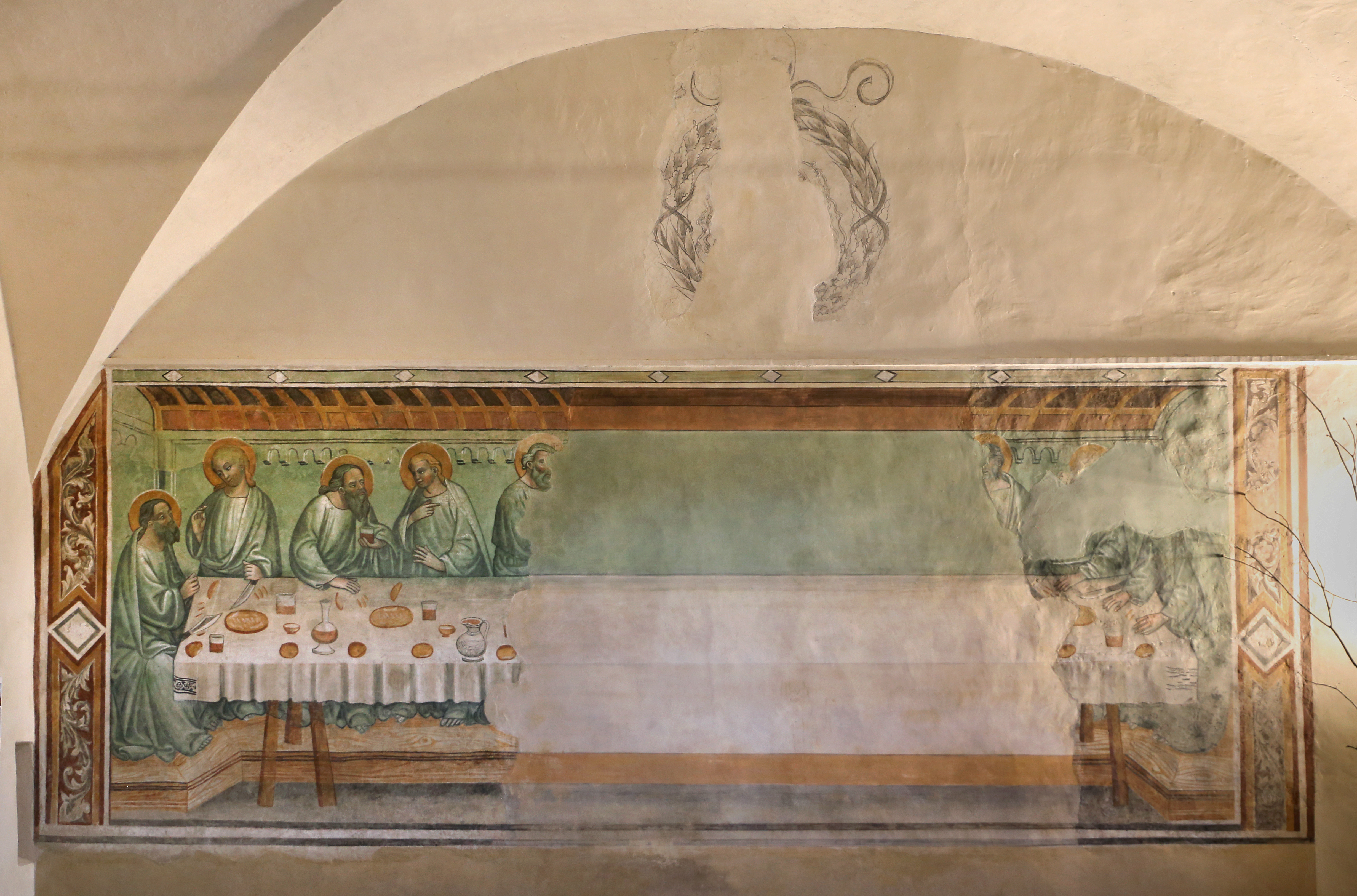
L'Ultima Cena

Dell'antico complesso romanico, al quale si accede attraversando un arco chiamato "Portichino" e un piazzale, resta poco, a causa di un incendio e delle varie ristrutturazioni che ha subito nel corso degli anni. Si sa che la copertura originaria era lignea. 
La chiesa è a pianta latina con navata unica, preceduta da un vestibolo quadrato, facciata a capanna e abside semicircolare. Il soffitto del vestibolo è a volta, mentre quello della navata è a cassettoni dipinti. 
Sui due altari della navata campeggiano altrettante tele: la Madonna col Bambino in trono e santi di Sebastiano Vini su quello destro e la Vocazione di san Matteo di Pietro Marchesini su quello sinistro, databile alla metà degli anni trenta del Settecento. Nel transetto sono esposte una Adorazione dei pastori e un San Francesco che riceve l'ordine dal Crocifisso di San Damiano di restaurare la sua dimora di Giovanni Brina. Quest'ultima opera, databile al 1575 circa, proviene da una cappella non identificata della chiesa di Ognissanti, dove sono ancora due tele che erano presumibilmente i laterali. 
Nella parete di fondo dietro l'altare maggiore si trova una Madonna in gloria già attribuita a Giovanni Bizzelli ma assegnabile in realtà a Stefano Pieri, del quale è la gamma cromatica spenta e come 'abbassata'. Il dipinto non comprendeva le due figure in basso di Sant'Antonio Abate e Sant'Isidoro Agricola, aggiunte probabilmente nel Seicento da un pittore non identificato.
Sull'altare maggiore dell'adiacente oratorio della Compagnia di San Sebastiano si trova una tavola con la Madonna col Bambino in trono e i santi Sebastiano, Giacomo Maggiore, Antonio Abate e Rocco di Fra Paolino.  
Il chiostro, porticato su tre lati, è costituito da due ordini sovrapposti sorretti da colonne ioniche: il loggiato inferiore, più alto, ha archi a sesto ribassato, mentre quello superiore è architravato. Nell'antico refettorio dei monaci, recentemente ristrutturato, è possibile ammirare un pregevole anche se frammentario affresco in terra verde raffigurante l'Ultima Cena, riconducibile al XV secolo.